# 賀集利樹
賀集 利樹（かしゅう としき、1979年〈昭和54年〉1月16日 - ）は、日本の俳優、タレント。兵庫県尼崎市出身。G-STAR.PRO所属。

## 来歴
兵庫県立尼崎北高等学校を卒業後、美容師の専門学校を経て芸能界入り。1999年からモデルとして活動を開始。ファッション誌『Fine』（日之出出版）などの専属モデルをやっていたが、本人曰く目立ちたがり屋だったので役者業にも興味を示し、自分のような新人でも主役をやらせてくれるような番組を探したところ、2001年にテレビ朝日系列で放送された『仮面ライダーアギト』のオーディションに参加。主役の津上翔一/仮面ライダーアギト役を勝ち取って俳優デビューし、知名度をあげる。
その後、2009年8月公開の『劇場版 仮面ライダーディケイド オールライダー対大ショッカー』で映像作品としては8年ぶりに津上翔一役を演じた。2018年12月公開の『平成仮面ライダー20作記念 仮面ライダー平成ジェネレーションズ FOREVER』に声のみではあるが、9年振りに映像作品で仮面ライダーアギトを演じ、2019年にテレビ朝日系列で放送された『仮面ライダージオウ』の第31・32話に津上翔一 / 仮面ライダーアギト役として出演し、映像作品としては18年振りに変身シーンを披露した。
2002年から2003年までテレビ朝日系列で放送された『はぐれ刑事純情派』にレギュラー出演したのち、『年下の男』、『ドールハウス』、『瑠璃の島』などの連続ドラマで活躍。2005年にはドラマ『義経』に平維盛役で出演した。
2009年4月には、國學院大學神道文化学部神道文化学科に入学。大学入学のきっかけは、仕事で訪れた伊勢神宮でグローバルな時代に日本の文化・歴史を知らないことを痛感し、日本文化を深く勉強したいと思い立ち、2008年秋に同大学の社会人入試枠で受験し合格。俳優業と並行しながら勉強し、2014年3月23日に卒業。
2020年1月、酒井貴浩と出会い、ますもとたくや・木村好克と共に2021年2月に演劇ユニット「かしこみかしこみ」を結成。賀集はブログで「（メンバーが）4人なのでフットワークも軽いので、地方でもやれればと思ってます」とコメントしている。さらに2022年には小説家の木下半太を加え、演劇ユニット「ブッカーズ」を結成。

### 所属事務所経歴
デビュー当時からプロパガンダレーベルに所属していた。しかし、2013年12月31日、プロパガンダレーベル活動停止に伴い離籍。フリー期間を経て、2018年1月にプラチナムプロダクションへ移籍、2022年12月31日に離籍。2023年2月1日にG-STAR.PROへ移籍。

## 人物
趣味は買い物、音楽鑑賞、ビリヤード、DJ、サーフィン、スノーボード。好きな映画は『2001年宇宙の旅』。70年代と80年代の音楽が好きで、マイケル・ジャクソンがお気に入りである。
2019年4月22日放送のバラエティ番組『有田哲平と高嶋ちさ子の人生イロイロ超会議』にて、行きつけの飲み屋で知り合った不動産関係で働く7歳年下の女性と約3年間の交際を経て、4月2日に結婚したことを発表した。

## 受賞歴
- 2004年
  - COTTON USAアワード「Mr.COTTON USA」 - 初代受賞者[15]
- 2021年
  - Best Rookie Award 2021年1月度 Rookie賞[16]
- 2022年
  - 第2回YouTubeホラー映画祭 主演男優賞（酒井貴浩とともに）『忌日』[17]

## 出演

### テレビドラマ
- 仮面ライダーシリーズ（テレビ朝日）
  - 仮面ライダーアギト（2001年1月28日 - 2002年1月27日） - 主演・津上翔一 役[18]
    - 仮面ライダーアギトスペシャル 新たなる変身（2001年10月1日） - 主演・津上翔一 役

  - 仮面ライダージオウ EP31・EP32（2019年4月14日・21日） - 津上翔一 / 仮面ライダーアギト[19] 役 ※友情出演
- はぐれ刑事純情派シリーズ（2002年 - 2004年・2007年、テレビ朝日） - 林勇作 役
  - 第15シリーズ（2002年4月3日 - 10月2日）
  - 新春スペシャル（2003年1月1日）
  - 第16シリーズ（2003年4月2日 - 9月17日）
  - 新春スペシャル（2004年1月1日）
  - 20周年記念スペシャル（2007年12月28日）
- お見合い放浪記（2002年10月7日 - 11月7日、NHK総合） - 千葉博巳 役
- 年下の男（2003年1月9日 - 3月20日、TBS） - 辻謙吾 役
- 菊次郎とさき（2003年・2005年、テレビ朝日） - 北野重一 役
  - 第1シリーズ（2003年7月3日 - 9月11日）
  - 第2シリーズ 第1話 - 第4話・最終話（2005年7月21日 - 8月11日・9月15日）
- ドールハウス 〜特命女性捜査班〜（2004年1月15日 - 3月18日、TBS） - 佐泊慎二 役
- 天才ビットくん（2004年5月14日 - 21日、以降不定期、NHK教育） - カシュー 役
- 月曜ミステリー劇場 松本清張特別企画 殺意（2004年10月11日、TBS） - 加賀谷良 役
- 土曜ワイド劇場 特別企画 西村京太郎トラベルミステリー42 北帰行殺人事件（2004年11月6日、テレビ朝日） - 橋本豊 役
- 月曜ミステリー劇場→月曜ゴールデン 警視庁三係・吉敷竹史シリーズ（2004年 - 2008年、TBS） - 小谷祐一 役
  - 警視庁三係・吉敷竹史シリーズ 寝台特急「はやぶさ」1/60秒の壁（2004年12月6日）
  - 警視庁三係・吉敷竹史シリーズ2 灰の迷宮（2006年1月16日）
  - 警視庁三係・吉敷竹史シリーズ3 北の夕鶴〜2/3の殺人（2008年1月21日）
  - 警視庁三係・吉敷竹史シリーズ4 幽体離脱殺人事件（2008年10月6日）
- 大河ドラマ 義経 第4回 - 第29回（2005年1月30日 - 7月24日、NHK） - 平維盛 役
- 金曜エンタテイメント 特別企画 大奥～第一章～スペシャル（2005年4月8日、フジテレビ） - 南小路時靖 役
- 瑠璃の島（2005年4月16日 - 6月18日、日本テレビ） - 斉藤茂 役
  - 瑠璃の島スペシャル2007（2007年1月6日）
- 火曜サスペンス劇場 ドクターヘリ 緊急外科医 若月灯子（2005年8月9日、日本テレビ） - 野口篤志 役
- 恋のから騒ぎドラマスペシャル～Love StoriesII～「マタをかける女」（2005年9月21日、日本テレビ） - 小西雅文 役
- 日曜スペシャルドラマ 光抱く友よ（2006年2月12日、東海テレビ） - 三島良介 役
- 報道特別ドラマスペシャル 生と死を分けた理由…アース・クエイク 平成18年春・東京大震災（2006年4月3日、日本テレビ） - 西川透 役
- DRAMA COMPLEX ダイエットの女王 鈴木その子（2006年4月25日、日本テレビ） - 鈴木康郎 役
- CAとお呼びっ! 第1話（2006年7月5日、日本テレビ） - 高橋マサル 役
- 水曜ミステリー9 松本清張特別企画 強き蟻（2006年7月19日、テレビ東京） - 石井寛二 役
- だめんず・うぉ〜か〜 第1話（2006年10月12日、テレビ朝日） - 広告マン・飯田 役
- 月曜ゴールデン 和田アキ子殺人事件（2007年2月12日、TBS） - 吉岡敬太 役
- 土曜ワイド劇場 弁天祐美子法律事務所（2007年4月28日、テレビ朝日） - 赤星正義 役
  - 弁天祐美子法律事務所2（2009年11月7日）
- BOYSエステ（2007年7月14日 - 9月29日、テレビ東京） - 名糖吉馬 役
- 土曜ワイド劇場 横浜海上警察（2007年9月1日、テレビ朝日） - 天城修次 役
- 夢路 第40回（2008年2月17日、TBS） - 利樹 役
- 金曜プレステージ ひみつな奥さん3 イケメンホスト殺人事件（2008年5月30日、フジテレビ） - 和田竜二 役
- 陽炎の辻2 ～居眠り磐音 江戸双紙～ 第3回（2008年9月20日、NHK総合） - 鶴吉 役
  - 陽炎の辻3 〜居眠り磐音 江戸双紙〜 第9回 - 第11回（2009年6月27日 - 7月11日）
- ハンチョウ〜神南署安積班〜シリーズ（2009年 - 2011年、TBS） - 黒木和也 役
  - シリーズ1（2009年4月13日 - 7月20日）
  - シリーズ2（2010年1月11日 - 3月22日）
  - シリーズ3（2010年7月5日 - 9月20日）
  - シリーズ4（2011年4月11日 - 6月27日）
- 土曜ワイド劇場 内田康夫サスペンス・福原警部シリーズ（2009年 - 2014年、テレビ朝日） - 北島誠 役
  - 内田康夫サスペンス・福原警部1（2009年6月6日）
  - 内田康夫サスペンス・福原警部2（2010年6月5日）
  - 内田康夫サスペンス・福原警部3（2011年4月23日）
  - 内田康夫サスペンス・福原警部4（2012年4月14日）
  - 内田康夫サスペンス・福原警部5（2014年9月20日）
- 経済ドキュメンタリードラマ ルビコンの決断「「まずい」を「うまい」に変えた ポカリスエット大逆転のドラマ」（2009年8月27日、テレビ東京） - 高市晶久 役
- 土曜ワイド劇場 さすらいの女弁護士 山岸晶（2010年7月24日、ABCテレビ・テレビ朝日系） - 水野透 役
- 祝女 ～シーズン2～ VOL.10 『File.01 チャラにしよ』 / 『File.06 わたしは女子アナ～後編～』（2010年12月2日、NHK総合） - 三井 / 佐々木 役
- 遺品整理屋は見た!～天国へのお引越しのお手伝い～（2011年3月5日、フジテレビ） - 飯塚省吾 役
- 土曜ワイド劇場 35周年特別企画 西村京太郎トラベルミステリー57 スーパービュー踊り子連続殺人（2012年1月28日、テレビ朝日） - 内田弁護士 役
- 陽だまりの樹 第11回（2012年6月15日、NHK BSプレミアム） - 坂本龍馬 役
- 水曜ミステリー9 鉄道警察官・清村公三郎9 特急ゆふいんの森号 九州大分殺人ルート（2012年11月7日、テレビ東京） - 村内友晴 役
- 相棒 season11 第6話（2012年11月21日、テレビ朝日） - 奥山誠 役
- 捜査地図の女 最終回（2012年12月6日、テレビ朝日） - 滝沢俊紀 役
- 土曜ワイド劇場 終着駅の牛尾刑事VS事件記者・冴子 森村誠一の『悪の器』（2012年12月29日、テレビ朝日） - 仰木誠 役
- 土曜ワイド劇場 法医学教室の事件ファイル36（2013年3月30日、テレビ朝日） - 山谷秀平 役
- 水曜ミステリー9 刑事 ガサ姫2 -警視庁特命家宅捜索班-（2013年5月8日、テレビ東京） - 加藤康宏 役
- 警部補 矢部謙三2 第1話・第5話・最終話（2013年7月5日・8月9日・30日、テレビ朝日） - 網戸洋一 役
- 月曜ゴールデン 山岳刑事② 魔の山 連続遭難殺人（2013年10月28日、TBS） - 中野淳 役
- 水曜ミステリー9 特命おばさん検事! 花村絢乃の事件ファイル2（2014年2月5日、テレビ東京） - 香山謙介 役
- ラスト・ドクター〜監察医アキタの検死報告〜 第2話（2014年7月18日、テレビ東京） - 森村健一 役
- ほっとけない魔女たち 第39話 - 最終話（2014年10月24日 - 31日、東海テレビ・フジテレビ系） - 十全不動産業者・葛西 役
- 科捜研の女（テレビ朝日）
  - season14 第7話（2014年11月27日） - 矢口秀一郎 役
  - season19 第28話（2020年1月30日） - 辻井弘明 役
- 新・刑事吉永誠一 第8話・最終話（2014年12月5日・12日、テレビ東京） - 青山崇 役
- 警視庁捜査一課9係 season10 第7話（2015年6月10日、テレビ朝日） - 加賀山譲 役
- 水曜ミステリー9 信州山岳刑事 道原伝吉4（2015年10月28日、テレビ東京） - 古澤武則 役
- 土曜ワイド劇場 森村誠一の終着駅シリーズ30・殺人の債権（2016年6月25日、テレビ朝日） - 佐竹英利 役
- 逃亡花 第8話 - 最終話（2018年6月10日 - 7月8日、BSジャパン） - 賀川大次郎 役
- 警視庁ゼロ係〜生活安全課なんでも相談室〜 THIRD SEASON 第5話（2018年8月31日、テレビ東京） - 狭川達哉 役
- 世にも奇妙な物語 '18秋の特別編「幽霊社員」（2018年11月10日、フジテレビ） - 神主 役
- 刑事7人 SEASON5 第1話・第2話（2019年7月10日・17日、テレビ朝日） - 本郷健一 役
- 日曜プライム 深層捜査スペシャル（2019年9月8日、テレビ朝日） - 古澤唯行 役
- 必殺仕事人2020（2020年6月28日、ABCテレビ・テレビ朝日系） - 望月官右衛門 役
- ドラマスペシャル 刑事アフター5（2020年10月1日、テレビ朝日） - 越谷士郎 役
- 君の名前を好きって書いた（2020年10月12日 - 12月7日、日テレプラス） - 佐藤壮一 役
- 連続ドラマW 雨に消えた向日葵 第1話（2022年7月24日、WOWOW） - 鳥山陽介 役[20]
- アイドルだった俺が、配達員になった。（2023年7月3日 - 8月21日、BSフジ） - 水上俊 役[21]
- 牙狼〈GARO〉ハガネを継ぐ者 第4話・第5話（2024年2月1日・8日、TOKYO MX / 2月2日・9日、BS日テレ） - 風祭 役[22]
- シュガードッグライフ 第8話・最終話（2024年9月22日・29日、ABCテレビ・テレビ朝日） - 桜庭圭一郎 役[23][24]
- 僕のあざとい元カノ from あざとくて何が悪いの? 第3話・第6話・最終話（2025年2月7日・28日・3月7日、テレビ朝日） - 修一 役

### 配信ドラマ
- 監視 ミラレテル。（2007年4月1日 - 9月15日、全12話、ミランカ） - 主演・謎の医師 役
- 医師 問題無ノ介2（2016年12月20日、全4話、dTV） - 小次郎 役
- 日本生命オリジナル ショートムービー SDGs17のストーリー「彼女が愛した絵本」（2022年7月27日、YouTube） - 主演・江崎武文 役
- グッドモーニング、眠れる獅子2（2023年4月12日、Lemino・ひかりTV） - 鷹野マサキ 役[25]
- 華衛士F8ABA6ジサリス 第7話・第10話 - 最終話（2023年6月18日・7月9日 - 23日、Youtube） - デジール 役[26]
  - 華衛士F8ABA6ジサリス シーズン2（2025年7月11日 - 、YouTube・bilibili）

### バラエティー・情報番組
- 体育王国（2002年10月12日 - 2003年9月13日、TBS）
- 深夜戦隊ガリンペロ（2002年10月27日 - 2003年3月23日、フジテレビ） - ガリンペロレッド
- ミニ英会話・とっさのひとこと（2003年 - 2005年、NHK教育） - シュウ 役
  - Shibuya 友情編（2003年4月 - 9月）
  - Honolulu 親孝行編（2004年4月 - 9月）
  - San Francisco 旅は道連れ編（2005年4月 - 9月）
- あったか生活!秘伝!カテイの魔法（2003年4月16日 - 2004年3月17日、MBS・TBS系）
- 日曜スタジオパーク 「がんばれ!利樹君」（2004年4月4日 - 2005年3月20日、NHK総合）
- ラジかる!!（2005年10月3日 - 2006年3月30日、日本テレビ） - 中山秀征・宮崎宣子とともに総合司会
- ラジかるッ（2006年4月3日 - 2009年3月27日、日本テレビ） - 中山秀征・宮崎宣子とともに総合司会
- コミュニティワイド「ふぉとまち～あなたと一期一笑～」（2021年7月12日 - 、JWAY）[27][28]

### 映画
- 仮面ライダーシリーズ（東映）
  - 劇場版 仮面ライダーアギト PROJECT G4（2001年9月22日） - 主演・津上翔一 役[29]
  - 劇場版 仮面ライダー龍騎 EPISODE FINAL（2002年8月17日） - タイ料理屋の店員 役 ※友情出演[30]
  - 劇場版 仮面ライダーディケイド オールライダー対大ショッカー（2009年8月8日） - 津上翔一 役 ※友情出演
  - 平成仮面ライダー20作記念 仮面ライダー平成ジェネレーションズ FOREVER（2018年12月22日） - 仮面ライダーアギトの声 役[31]
- オーバードライヴ（2004年10月2日、ビターズ・エンド / 東京テアトル） - ジン 役
- 二人日和（2005年11月26日、パンドラ） - 伊藤俊介 役
- ホーンテッド・テナント（2021年6月4日、YouTubeチャンネル「かしこみかしこみ」にて公開)
- ホーンテッド・テナントⅡ（2021年6月9日、YouTubeチャンネル「かしこみかしこみ」にて公開)
- 紫の朱を奪う（2021年11月27日、DOKUSOフェス2021にて上映） - 主演・正輝 役[32]
- 思い出の交差点 short film 〜プロローグ〜（2022年3月27日、静岡シネ・ギャラリーにて映画上映&トークショー） - 向井健二（現在） 役 ※友情出演[33]
- HE-LOW THE FINAL（2022年5月27日、エレファントハウス） - 手紙ソウイチ 役[34]
- 忌日（2022年5月31日、YouTubeチャンネル「ホラーちゃんねる」にて公開） - 主演・トシキ 役 ※酒井貴浩とのダブル主演[35]
- POSTMAN（2022年7月9日、The TOKYO 48 Hour Film Project 2022にて上映） - 主演・東城充 役[36]
- 宮古島物語ふたたヴィラ 再会ぬ海（2024年3月1日、10ANTS）[37]
- YOKOHAMA 第1話「贋作」（2024年4月19日、エクストリーム） - 主演・高崎ノボル 役[38][39][40]

### オリジナルビデオ
- 仮面ライダーアギト 3大ライダー超決戦（バトル）ビデオ（2001年、小学館） - 主演・津上翔一 役
- FIRE VOLUNTEER（自分にできることって?）（2007年、消防団PRビデオ） - 主演・戸村肇 役
- ドーリィ♪カノン（2013年 - 2014年、ちゃお付録DVD『ちゃおちゃおTV!』） - ムラP 役
- 高レート裏麻雀列伝 むこうぶち15 麻雀の神様（2018年12月25日、コンセプトフィルム） - 水原祐太 役
  - 高レート裏麻雀列伝 むこうぶち16 無邪気（2019年1月25日）
- 未来へのアップデート─30歳代からのライフプラン─（2020年、東映教育映像部） - 小川健太 役

### OVA
- 世にも奇妙な漫☆画太郎2「ビデオバカ」（2009年4月10日、リバプール） - 主演・バカ 役[41]

### 舞台
- マッスルミュージカル LOVE OF MUSCLE（2003年5月3日 - 5日、赤坂ACTシアター）
- 近松バイオレンス 崔版 女殺油地獄（2004年12月15日 - 22日、シアターアプル） - 主演・河内屋与兵衛 役 ※真中瞳とのダブル主演
- クロスセンス（2007年1月27日・28日、ル・テアトル銀座） - 主演（尚玄とのダブル主演）
- Versus〜霧の中にキミがいた〜（2007年4月20日 - 27日、青山円形劇場） - 主演・ポンチ 役
- 明治座創業140周年記念『黒蜥蜴』（2012年6月1日 - 24日、明治座） - 雨宮潤一 役
- TAIYO MAGIC FILM 第11回公演『サクラサクコロ2016』（2016年10月1日 - 10日、赤坂RED/THEATER） - 主演・萩原誠 役
- 劇団0話「あなたのばん」（2019年8月30日 - 9月1日、シアター代官山） - 特別ゲスト[42]
- 新撰組日記「壬生のほたる」（2020年1月21日 - 26日、渋谷区文化センター大和田 伝承ホール） - 斎藤一 役
- 素敵なカミングアウト（2020年8月18日 - 23日、六行会ホール） - 苫米地道彦 役[43] ※新型コロナウイルスの感染拡大による影響で全公演中止
- 沙也可 〜海峡を越えた愛〜（2020年10月28日 - 31日、渋谷区文化センター大和田 伝承ホール） - 宗義政 役
- かしこみかしこみ 第一回公演「ささがね」（2021年3月26日 - 28日、ステージカフェ下北沢亭） ※酒井貴浩との二人芝居[44]
- 演劇ユニット100点un・チョイス！第13回公演「ヒロイン」（2021年4月21日 - 28日、シアターサンモール）[45]
- かしこみかしこみ 第二回公演「たはぶれ」（2021年7月2日 - 4日、ステージカフェ下北沢亭） ※酒井貴浩との二人芝居[46]
- Shibu3 project×かしこみかしこみコラボ演劇「かしシブこみサン」（2021年8月15日、ベルエポック美容専門学校 第2校舎イベントホール）
- 沙也可〜海峡を越えた愛〜（2021年9月8日 - 12日、渋谷区文化センター大和田 伝承ホール） - 宗義政 役
- LOVE&ROCK☆SHOW「新月」 〜New World Order〜（2021年11月17日 - 21日、六行会ホール） - ブックマン 役[47]
- 新撰組日記 会津嶺の鐘（2022年2月9日 - 14日、渋谷区文化センター大和田 伝承ホール） - 主演・斎藤一 役
- BACK ATTACKERS♯11「忍者」（2022年3月16日 - 20日、テアトルBONBON） - 主演・旭川ソラ 役[48]
- 淡海乃海－現世を生き抜くことが業なれば－（2022年5月20日 - 29日、東京ドームシティ シアターGロッソ） - 浅井久政 役[49]
- テンパズルpresents「上海郷愁舞曲」（2022年6月18日・19日、早稲田グローバースタジオ）
- 演劇ユニットブッカーズ旗揚げ公演「サンブンノイチ」（2022年7月15日 - 18日、神戸三宮シアター・エートー） - 主演・ジョージ 役[7]
- CRUSH KITCHEN ENTERTAINMENT vol.2「the Selected World」（2022年8月3日 - 8日、シアターグリーンBIG TREE THEATER） - ジャッジメント 役[50]
- 魁!!男塾（2022年10月7日 - 11日、渋谷区文化総合センター大和田 伝承ホール） - 赤石剛次 役[51]
- love&rock☆show「月の裏側で」 〜新月〜（2022年11月23日 - 27日、六行会ホール） - 主演・シンスケ・K・コルソー 役[52]
- 映像劇団テンアンツ 第50回記念公演「ひとくず」（2022年11月30日 - 12月2日、近鉄アート館 / 12月21日 - 28日、小劇場B1） - 加藤博 役
- ギラギラ 〜六本木不死鳥ホスト伝説〜（2023年2月9日 - 12日、渋谷区文化総合センター大和田 伝承ホール） - 主演・七瀬公平 役[53]
- サンブンノイチ（2023年3月1日 - 5日、新宿シアターモリエール） - 主演・ジョージ 役[54]
- WaVe'S 旗揚公演 舞台「不咲息子〜さかずきっず〜」（2023年3月22日 - 26日、コフレリオ新宿シアター） - 釘田金造 役[55]
- Fabulous Revue Boys Vol.29 EXTENSION!（2023年4月14日 - 16日、川崎市アートセンター アルテリオ小劇場） - スペシャルゲスト
- 松井誠特別公演2023「花魁草〜儚い恋の物語〜」（2023年5月24日・25日、日本橋公会堂 / 5月26日、メルパルクホール大阪 / 5月27日・28日、名古屋市北文化小劇場） - 幸太郎 役
- 劇団ゆめいろ 康楽館 六・七月 夏雲奇峰 公演「押しかけ女房は幽霊?〜応挙の幽霊より〜」（2023年6月17日 - 7月25日、康楽館） - ゲスト主演・卯之助 役[56]
- 神津恭介シリーズより『呪縛の家』（2023年8月26日 - 9月3日、サンシャイン劇場 / 9月16日・17日、キャナルシティ劇場 / 9月21日 - 24日、サンケイホールブリーゼ） - 木下六郎 役[57][58]
- 映像劇団テンアンツ 第54回公演「ヌーのコインロッカーは使用禁止」（2023年11月23日 - 12月3日、近鉄アート館） - 金田正志 役
- Fabulous Revue Boys vol.31 第1幕 万葉ロマン「茜に燃ゆる夢」（2023年12月8日 - 10日、川崎市アートセンター アルテリオ小劇場） - 中大兄皇子 役
- 新歌舞伎座開場65周年記念 花盛り四人姉妹〜吉野まほろば物語〜（2024年3月3日 - 17日、新歌舞伎座） - 高田芳彦 役[59]
- 不咲息子〜さかずきっず〜（2024年3月27日 - 31日、ぽんプラザホール） - 釘田金造 役
- 気晴らしBOYZ「GROOM&GROOM」（2024年7月3日 - 7日、中野ザ・ポケット） - 主演・西田真之介 役[60]
- K'sLinkプロデュース 演舞集団UTARI第4回公演 「時は今 天が下しる 桔梗かな」（2024年9月11日 - 15日、伝承ホール） - 森蘭丸 役
- Get Back!!2024（2024年9月25日 - 29日、中野 テアトル BONBON） - 徹 役
- 内田康夫生誕90周年記念公演『軽井沢殺人事件』～浅見光彦VS信濃のコロンボ～（2024年11月14日 - 18日、渋谷伝承ホール） - 浅見陽一郎 役
- 令和七年 正月公演「おちか奮闘記」（2025年1月2日 - 26日、三越劇場） - 人形遣い 文吉 役[61]
- 新歌舞伎座初座長 デビュー20周年記念 丘みどり 特別公演 第一部「輝く月の姫君」（2025年3月21日 - 31日、新歌舞伎座） - 従者 役[62]
- 舞台『刀剣乱舞』士伝 真贋見極める眼（2025年7月6日 - 21日、日本青年館ホール / 7月26日 - 8月3日、箕面市立文化芸能劇場 大ホール / 8月8日 - 11日、久留米シティプラザ ザ・グランドホール） - 窪田清音 役[63]
- かしこみかしこみ 第三回公演「ひたむき」（2025年11月19日 - 24日、千本桜ホール）[64]
- わが歌ブギウギ-笠置シヅ子物語-（2026年1月2日 - 20日〈予定〉、三越劇場 / 1月24日 - 2月1日〈予定〉、南座） - 木暮五郎 役[65]

### ラジオドラマ
- FMシアター「試合前のエース」（2004年7月10日、NHK-FM） - 姫野 役[66]
- 青春アドベンチャー「マナカナの大阪LOVERS」（2010年3月1日 - 12日、NHK-FM） - 北川ナオヤ / マキタ / 高木真治 / セイジ / ケンタ / ジュンヤ / シンイチ / タカダケイスケ / ハシモトシンジ / ヤマダタカシ 役[67][68]

### ゲーム
- 仮面ライダーシリーズ（2001年 - 2019年、バンダイナムコエンターテインメント） - 仮面ライダーアギト 役
  - 仮面ライダーアギト（2001年11月29日、PS）
  - 仮面ライダー 正義の系譜（2003年11月27日、PS2） - 津上翔一 / 仮面ライダーアギト 役
  - 仮面ライダー 超クライマックスヒーローズ（2012年11月29日、Wii・PSP）
  - 仮面ライダー バトライド・ウォー（2013年5月23日、PS3）
  - 仮面ライダー バトライド・ウォーII（2014年6月26日、PS3・Wii U）
  - 仮面ライダー バトライド・ウォー 創生（2016年2月25日、PS4・PS3・PS Vita）[69]
  - 仮面ライダー サモンライド!（2014年12月4日、PS3・Wii U）
  - オール仮面ライダー ライダーレボリューション（2016年12月1日、3DS）
  - 仮面ライダー クライマックスファイターズ（2017年12月7日、PS4）
  - 仮面ライダー クライマックススクランブル ジオウ（2018年11月29日、Nintendo Switch）
  - 仮面ライダーバトル ガンバライジング（2019年7月11日、アーケード）[70]
  - 仮面ライダーバトル ガンバレジェンズ（2023年、アーケード）

### CM
- バンダイ「仮面ライダーアギト トリプルフラッシュ DX変身ベルト」（2001年）[71]
- 中日本高速道路（2003年）[71]
- NHK「受信料口座振替キャンペーン」（2004年）
- JA共済（2004年 - 2007年）[71]
- ダリヤ「サロンドプロ・ワンプッシュクリームヘアカラー」（2011年）[71]

### 玩具
- COMPLETE SELECTION MODIFICATION CSMオルタリング（2021年9月） - 津上翔一 / 仮面ライダーアギト 役[72]

### その他
- PRONTO ブランドプロモーションムービー「一日中楽しめるプロント《働く男性編》」（2021年11月1日）[73]
- ルノー ルーテシア「Smart Life with LUTECIA」（2022年3月28日）

## 書籍

### 出版本
- 賀集利樹ホームエクササイズ&プライベート（2002年7月1日、ベースボール・マガジン）
- 神社巡りがもっと楽しくなる 賀集利樹の新ニッポン聖地紀行（2011年12月15日、武田ランダムハウスジャパン）

### 連載
- 賀集利樹さんのつれづれエッセイ ライフスタイル・賀集流（アネモネ 2014年10月号 - 2015年3月号）